# Umuquena
Umuquena est le chef-lieu de la municipalité de San Judas Tadeo dans l'État de Táchira au Venezuela.